# Nubhetepti-chered
Nubhetepti-chered, auch Nub-hetepti-chered (in Eigennamenschreibweise: Nubheteptichered), war eine ägyptische Königstochter der 13. Dynastie (Zweite Zwischenzeit), die um 1750 v. Chr. lebte. Ihr Grab fand sich bei der Pyramide von Amenemhat III. in Dahschur direkt neben dem Grab von König (Pharao) Hor und war unberaubt.

## Identität
Die Identität der Prinzessin ist unsicher. Sie war vielleicht eine Tochter von König Hor. Sie ist bisher nicht mit Sicherheit außerhalb ihres Grabes belegt, wobei es aber verschiedene Königinnen dieser Zeit mit dem Namen Nubhetepti gibt, wobei Nubhetepti-chered, Nubhetepti, das Kind, oder Nubhetepti, die Kleine heißt und der Name andeutet, dass es eine Königin oder Königstochter mit dem Namen Nubhetepti gab, die älter war.

## Ihr Grab

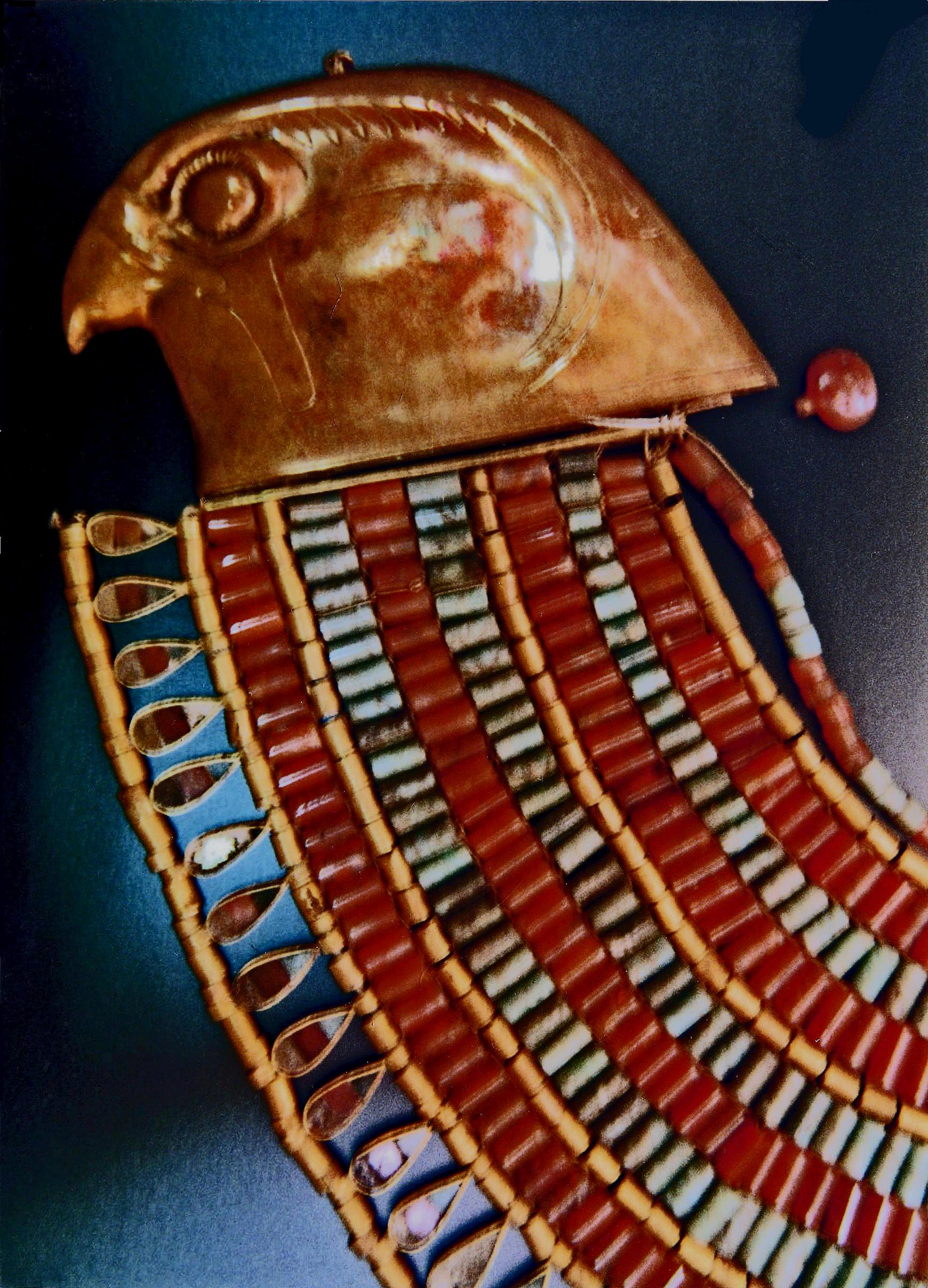
Halskragen der Nubhetepti-chered

Bei der Grabstätte dieser Königstochter handelt sich um ein Schachtgrab, dessen Oberbau nicht mehr erhalten ist. Am Ende des Schachtes fanden sich zwei übereinander liegende Kammern. In der oberen Kammer fand sich vor allem Modellkeramik, eine Truhe mit acht Salbgefäßen und eine weitere Truhe mit Stäben, Waffen und königlichen Insignien.
Unterhalb dieser Kammer lag die eigentliche Grabkammer. Nubhetepti-chered war in einem Satz von drei Särgen beigesetzt worden. Es gab einen äußeren undekorierten, in den Boden eingelassenen Felssarkophag, einen mittleren mit Goldblech beschlagenen Holzsarg und einen inneren menschenförmigen (anthropoiden) Sarg, der bei der Auffindung jedoch schon stark verfallen war und nicht als solcher erkannt wurde. Auf der Leiche fand sich diverser Schmuck, wie ein Halskragen, sowie Arm- und Beinschmuck. Direkt neben der Leiche, die nur noch als Skelett erhalten war, lagen wiederum verschiedene königliche Insignien, Waffen und Stäbe, die die Prinzessin zweifellos als Osiris, König der Unterwelt identifizierten. Neben dem Sarkophag fand sich auch ein mit Goldblech beschlagener Kanopenkasten, in dem sich ein Set von vier Kanopen befand.

## Erforschung
Das Grab wurde 1894 von Jacques de Morgan ausgegraben. Die Funde befinden sich heute im Ägyptischen Museum von Kairo.